# エンスージアスト
エンスージアスト(enthusiast)とは、「熱狂的な支持者」といったような意味を持つ。

## 原義

### 古代ギリシア
ギリシア語の enthousiasmos が語源。エンスージアストの元となった語、エンスージアズム (wikt:enthusiasm) は古来、「霊感（インスピレーション）、（霊などに）とり憑かれること」を意味し、エンスージアスト（wikt:enthusiast）は「霊にとり憑かれた人」を意味した。
アポロンがピュティアに、ディオニュソスがマイナス（Maenads：ディオニソスのグルーピーの女達）にしたように、古代ギリシア人にとっては霊がとり憑いて出現すること（マニフェステーション）がエンスージアズムであった。
エンスージアズムは他に、「意識の転送」も意味した。ソクラテスは「詩人のインスピレーションとはエンスージアズムの一形態である」と言っている。神の意識が転送されてインスピレーションを受けることもエンスージアズムであった。
エンスージアズムが使用される文脈は、宗教的な意味をもっており、宗教的な霊感や宗教的な熱狂状態に限られていた。

### 英語
英語での汎用辞書として最初に編纂されたジョンソン辞典（Johnson's Dictionary、正式名称: A Dictionary of the English Language 。1755年刊）ではエンスージアズムを、「ある個人に起こった天啓、神の啓示を思い込みすぎること」と記されている。

## 現代の用法
現代英語では「熱心に楽しむこと、熱心に興味をもつこと、積極的な肯定」の意味を持つ。今日の日本語では単に「エンスージアスト」もしくはその略称の「エンスー」といった場合、「カーエンスー」（カーマニア）など自家用車などのモビリティや「オーディオエンスー」（オーディオマニア）などピュアオーディオなどの音響機器を所有し、熱心な人を指すことも少なくない。尤も、ヤマハ発動機ではオートバイに情熱を注ぐ人との説明をしている。
今では他の考え方(宗教やイデオロギーなど)とは対立する意味はなくなり、心から献身的に理想、主義主張、研究、探求することを意味する。用語自体は中立であり、尊敬も蔑視の意味もそこにはなく、それは使用する文脈や使用する人によって変わる。つまり、ある人は尊敬の意味だけ、ある人は蔑視だけの意味に使うことがある。蔑視的な使い方の場合、過度に偏向していたり、異議を認めない姿勢に対しての批判であることが多い。